# ورچنوویتسا
ورچنوویتسا (به صربی: Vrćenovica) یک منطقهٔ مسکونی در صربستان است که در الکسیناتس واقع شده‌است. ورچنوویتسا ۵۰۱ نفر جمعیت دارد.